# Challenger de San Luis Potosí

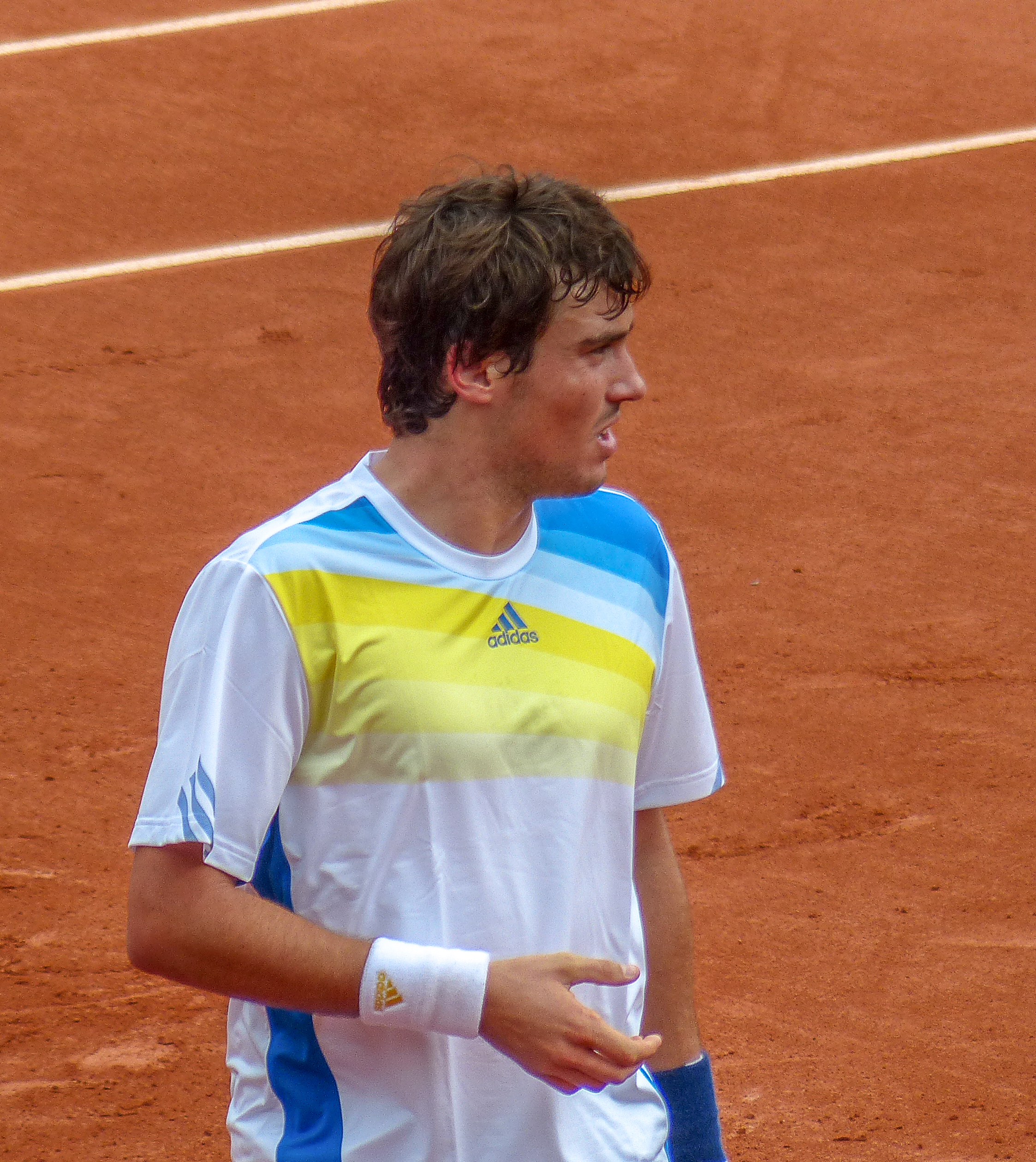
El argentino Guido Pella, ganador del evento en 2015 en individuales.

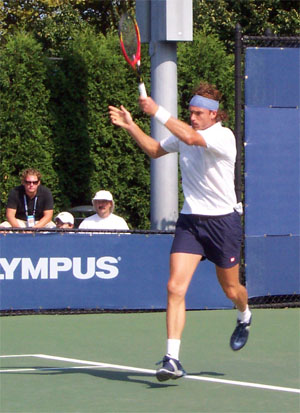
El belga Dick Norman disputó 4 finales en este torneo. Ganó en 2002 tanto en individuales como en dobles, volvió a ganar en individuales en el año 2003, y fue finalista en la edición 2005

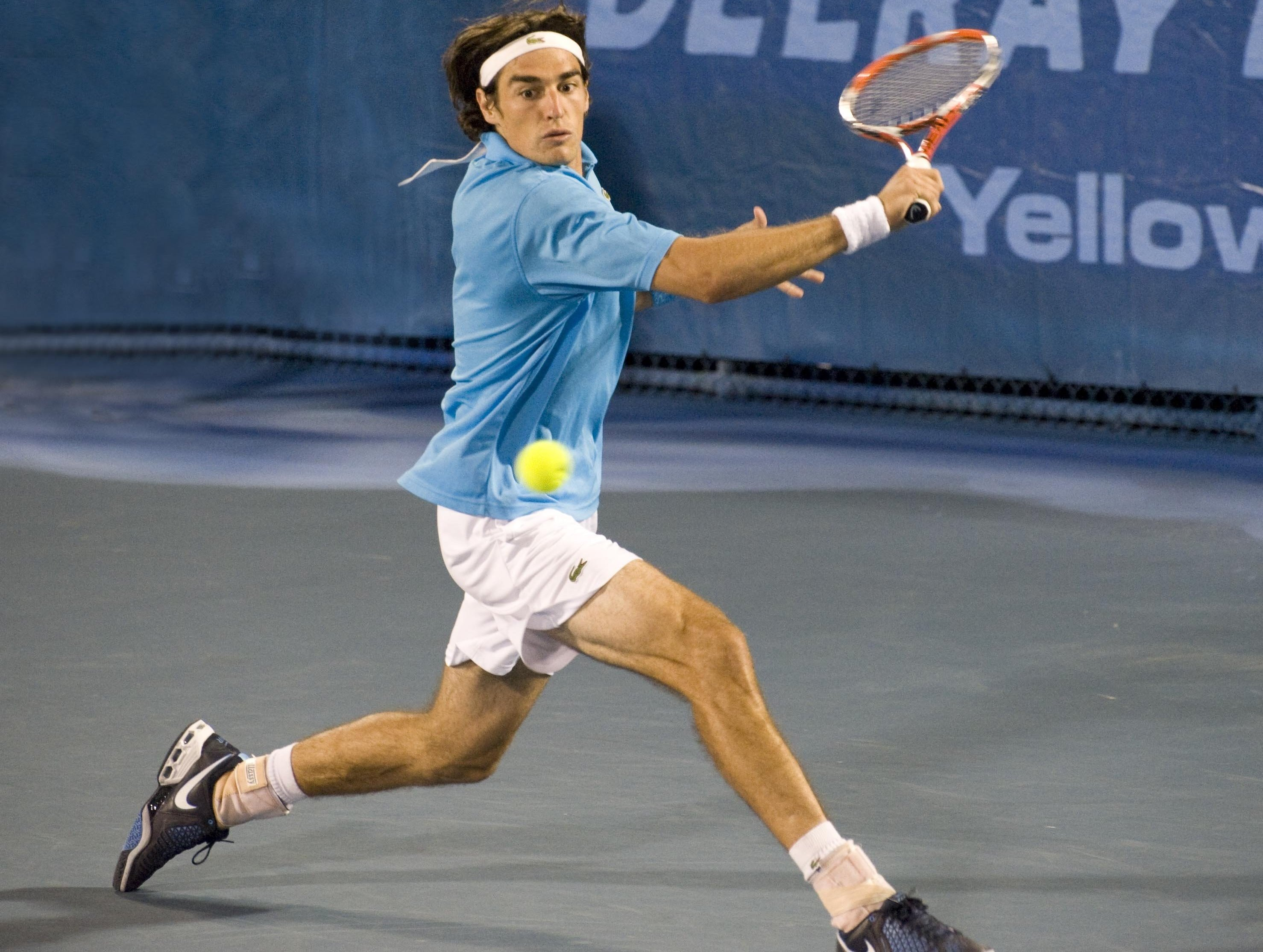
El francés Jérémy Chardy ganador de la edición de dobles en el año 2007 junto a Marcelo Melo

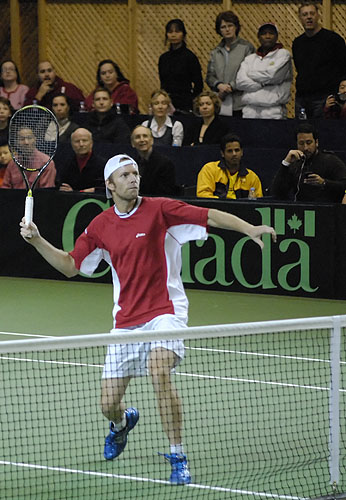
El canadiense Frédéric Niemeyer acompañó al ruso Alex Bogomolov, Jr. en el campeonato de dobles del año 2003

El torneo San Luis Potosí Challenger es un torneo profesional de tenis. Pertenece al ATP Challenger Tour. Se juega desde el año 1998 sobre tierra batida, en San Luis Potosí, México. En 2023 se celebró por primera vez en la categoría WTA 125s para las mujeres.

## Palmarés

### Individual masculino
| Año         | Campeón                       | Finalista                     | Resultado                     |
| ----------- | ----------------------------- | ----------------------------- | ----------------------------- |
| 2025        | James Duckworth               | Max Wiskandt                  | 6–1, 6–1                      |
| 2024        | Nicolás Mejía                 | Matías Soto                   | 6–1, 5–7, 6–2                 |
| 2023        | Tomás Barrios                 | Dominik Koepfer               | 7–6(6), 7–5                   |
| 2022        | Antoine Bellier               | Renzo Olivo                   | 6–7(2), 6–4, 7–5              |
| 2021        | No se disputó                 | No se disputó                 | No se disputó                 |
| 2020        | No se disputó                 | No se disputó                 | No se disputó                 |
| 2019        | Marc-Andrea Hüsler            | Adrián Menéndez Maceiras      | 7–5, 7–6(3)                   |
| 2018        | Marcelo Arévalo               | Roberto Cid Subervi           | 6–3, 6–7(3), 6–4              |
| 2017        | Andrej Martin                 | Adrián Menéndez               | 7–5, 6–4                      |
| 2016        | Peđa Krstin                   | Marcelo Arévalo               | 6–4, 6–2                      |
| 2015        | Guido Pella                   | James McGee                   | 6–3, 6–3                      |
| 2014        | Paolo Lorenzi                 | Adrián Menéndez               | 6-1, 6-3                      |
| 2013        | Alessio di Mauro              | Daniel Kosakowski             | 4–6, 6–3, 6–2                 |
| 2012        | Rubén Ramírez Hidalgo         | Paolo Lorenzi                 | 3–6, 6–3, 6–4                 |
| 2011        | No se disputó                 | No se disputó                 | No se disputó                 |
| 2010        | No se disputó                 | No se disputó                 | No se disputó                 |
| 2009        | Santiago Giraldo              | Paolo Lorenzi                 | 6–2, 6–7(3), 6–2              |
| 2008        | Brian Dabul                   | Mariano Puerta                | walkover                      |
| 2007        | Fernando Vicente              | Santiago Giraldo              | 6–3, 6–3                      |
| 2006        | Rainer Eitzinger              | Paolo Lorenzi                 | 6–4, 6–7(5), 7–5              |
| 2005        | Fernando Vicente              | Dick Norman                   | 6–4, 6–4                      |
| 2004        | Mariano Delfino               | Sergio Roitman                | 6–4, 6–4                      |
| 2003        | Dick Norman                   | Federico Browne               | 7–5, 0–6, 6–4                 |
| 2002        | Dick Norman                   | Paul-Henri Mathieu            | 2–6, 6–2, 6–4                 |
| 2001        | Martín Rodríguez              | Ota Fukárek                   | 6–7(7), 7–6(2), 7–6(8)        |
| 2000        | Agustín Calleri               | Mariano Hood                  | 7–5, 6–4                      |
| 1999        | No hay información disponible | No hay información disponible | No hay información disponible |
| 1998        | Luis Morejón                  | Andrés Zingman                | 6–1, 2–6, 6–4                 |
| 1997 – 1995 | No se disputó                 | No se disputó                 | No se disputó                 |
| 1994        | Nicolás Pereira               | Luis Herrera                  | 6–7, 6–2, 6–2                 |
| 1993        | Horst Skoff                   | Luis Herrera                  | 2–6, 6–2, 6–2                 |
| 1992        | Leonardo Lavalle              | Francisco Montana             | 6–0, 6–7, 6–4                 |
| 1991        | Pablo Arraya                  | Jamie Morgan                  | 6–1, 5–7, 6–3                 |
| 1990        | Ricki Osterthun               | MaliVai Washington            | 6–4, 6–4                      |
| 1989        | Jorge Lozano                  | Peter Doohan                  | 6–4, 6–4                      |
| 1988        | Peter Doohan                  | Agustín Moreno                | 6–4, 6–4                      |

### Individual femenino
| Año  | Campeón                | Finalista       | Resultado     |
| ---- | ---------------------- | --------------- | ------------- |
| 2023 | Elisabetta Cocciaretto | Sara Errani     | 5–7, 6–4, 7–5 |
| 2024 | Nadia Podoroska        | Francesca Jones | 6-1, 6-2      |

### Dobles masculino
| Año         | Campeones                                           | Finalistas                                | Resultado                     |
| ----------- | --------------------------------------------------- | ----------------------------------------- | ----------------------------- |
| 2025        | Ivan Liutarevich Marcus Willis                      | Trey Hilderbrand Alfredo Perez            | 6–3, 6–4                      |
| 2024        | Rithvik Choudary Bollipalli Niki Kaliyanda Poonacha | Antoine Bellier Marc-Andrea Hüsler        | 6–3, 6–2                      |
| 2023        | Colin Sinclair Adam Walton                          | Benjamin Lock Rubin Statham               | 5–7, 6–3, [10–5]              |
| 2022        | Nicolás Barrientos Miguel Ángel Reyes-Varela        | Luis David Martínez Felipe Meligeni Alves | 7–6(11), 6–2                  |
| 2021        | No se disputó                                       | No se disputó                             | No se disputó                 |
| 2020        | No se disputó                                       | No se disputó                             | No se disputó                 |
| 2019        | Marcelo Arévalo Miguel Ángel Reyes-Varela           | Ariel Behar Roberto Quiroz                | 1–6, 6–4, [12–10]             |
| 2018        | Marcelo Arévalo Miguel Ángel Reyes-Varela           | Jay Clarke Kevin Krawietz                 | 6–1, 6–4                      |
| 2017        | Roberto Quiroz Caio Zampieri                        | Hans Hach Verdugo Adrián Menéndez         | 6–4, 6–2                      |
| 2016        | Marcus Daniell Artem Sitak                          | Santiago González Mate Pavić              | 6–3, 7–64                     |
| 2015        | Guillermo Durán Horacio Zeballos                    | Guido Pella Sergio Galdós                 | 7-64, 6–4                     |
| 2014        | Kevin King Juan Carlos Spir                         | Adrián Menéndez Agustín Velotti           | 6-3, 6-4                      |
| 2013        | Marin Draganja Adrián Menéndez                      | Marco Chiudinelli Peter Gojowczyk         | 6–4, 6–3                      |
| 2012        | Nicholas Monroe Simon Stadler                       | Andre Begemann Jordan Kerr                | 3–6, 7–5, [10–7]              |
| 2011        | No se disputó                                       | No se disputó                             | No se disputó                 |
| 2010        | No se disputó                                       | No se disputó                             | No se disputó                 |
| 2009        | Santiago González Horacio Zeballos                  | Franco Ferreiro Júlio Silva               | 6–2, 7–6(5)                   |
| 2008        | Travis Parrott Filip Polášek                        | Jean-Julien Rojer Márcio Torres           | 6–2, 6–1                      |
| 2007        | Jérémy Chardy Marcelo Melo                          | Jorge Aguilar Pablo González              | 6–0, 6–3                      |
| 2006        | Daniel Garza Dawid Olejniczak                       | Héctor Almada Victor Romero               | 6–2, 6–2                      |
| 2005        | Łukasz Kubot Oliver Marach                          | Juan Pablo Brzezicki Juan Pablo Guzmán    | 6–1, 3–6, 6–3                 |
| 2004        | Tuomas Ketola Rogier Wassen                         | Marcelo Amador Jorge Haro                 | 6–2, 6–2                      |
| 2003        | Alex Bogomolov, Jr. Frédéric Niemeyer               | Markus Hantschk Alexander Peya            | 6–4, 7–6(5)                   |
| 2002        | Dick Norman Orlin Stanoytchev                       | Ignacio Hirigoyen Sebastián Prieto        | walkover                      |
| 2001        | Edgardo Massa Sergio Roitman                        | Paul Hanley Nathan Healey                 | 6–4, 5–7, 7–6(3)              |
| 2000        | José de Armas Jimy Szymanski                        | Jocelyn Robichaud Michael Sell            | 5–7, 6–4, 6–2                 |
| 1999        | No hay información disponible                       | No hay información disponible             | No hay información disponible |
| 1998        | Edwin Kempes Peter Wessels                          | José Frontera Bobby Kokavec               | 7–6, 4–6, 7–5                 |
| 1997 – 1995 | No se disputó                                       | No se disputó                             | No se disputó                 |
| 1994        | Oliver Fernandez Leonardo Lavalle                   | Ismael Hernández Luis Herrera             | 7–5, 7–5                      |
| 1993        | Javier Frana Leonardo Lavalle                       | Francisco Montana Bryan Shelton           | 6–3, 4–6, 6–4                 |
| 1992        | Luis Herrera Leonardo Lavalle                       | Francisco Maciel Agustín Moreno           | 6–2, 6–2                      |
| 1991        | Mauricio Hadad Daniel Orsanic                       | Scott Patridge Kenny Thorne               | 6–4, 3–6, 6–3                 |
| 1990        | Leonardo Lavalle Jorge Lozano                       | Luis Herrera Guillermo Pérez-Roldán       | 5–7, 6–3, 6–2                 |
| 1989        | Luis Herrera Javier Ordaz                           | Mark Knowles Brian Page                   | 6–4, 6–7, 6–3                 |
| 1988        | Luis Herrera Javier Ordaz                           | Agustín Moreno Fernando Pérez-Pascal      | 6–4, 6–1                      |

### Dobles femenino
| Año  | Campeones                   | Finalistas                          | Resultado   |
| ---- | --------------------------- | ----------------------------------- | ----------- |
| 2023 | Aliona Bolsova Andrea Gámiz | Katarzyna Piter Oksana Kalashnikova | 7–6(5), 6–4 |
| 2024 | Anna Bondár Tamara Zidanšek | Laura Pigossi Katarzyna Piter       | w/o         |